# Petter Jakob Bjerve
Petter Jakob Bjerve (né le 27 septembre 1913 à Stjørdal, mort le 12 janvier 2004 à Oslo) est un économiste et un homme politique norvégien du parti travailliste. Il est directeur du Bureau central des statistiques (SSB) de 1949 à 1980. 
Il est Ministre des Finances du troisième gouvernement d'Einar Gerhardsen (1960–1963). Comme chef de bureau au département des finances de 1945 à 1947, il travaille au premier budget national de la Norvège d'après-guerre. 